# Chactas barbacoensis
Espèce
Chactas barbacoensis est une espèce de scorpions de la famille des Chactidae.

## Distribution
Cette espèce est endémique de l'État de Lara au Venezuela. Elle se rencontre vers Morán dans la Sierra de Barbacoas.

## Étymologie
Son nom d'espèce, composé de barbaco[as] et du suffixe latin -ensis, « qui vit dans, qui habite », lui a été donné en référence au lieu de sa découverte, dans la Sierra de Barbacoas.

## Publication originale
- González-Sponga, 1987 : Arácnidos de Venezuela. Nuevas especies del género Chactas y redescripción de Chactas gestroi Kraepelin, 1912 (Scorpionida: Chactidae). Boletín de la Academia de Ciencias Físicas, Matemáticas y Naturales, Caracas, Venezuela, vol. 47, no 149/150, p. 95-136.